# Presidentes (Chiapas)
Presidentes es una localidad del municipio de Reforma ubicado en el noroeste del estado mexicano de Chiapas. Esta localidad fue creada el 15 de enero de 2015.

## Geografía
La localidad de Presidentes se sitúa en las coordenadas geográficas 17°51′07″N 93°10′04″O / 17.851978, -93.167869, a una elevación de 41 metros sobre el nivel del mar.

## Demografía
Según el Conteo de Población y Vivienda 2020, efectuado por el Instituto Nacional de Estadística y Geografía, la localidad de Presidentes tiene 130 habitantes, de los cuales 68 son del sexo masculino y 62 del sexo femenino. Su tasa de fecundidad es de 2.16 hijos por mujer y tiene 38 viviendas particulares habitadas.
| Gráfica de evolución demográfica de Presidentes entre 2020 y 2020 |
|                                                                   |
| INEGI.                                                            |